# 計会帳
計会帳（けいかいちょう）とは、律令制下において作成された公文書の1つ。

## 概要
律令制における行政は命令・報告を文書によってやりとりすることで成り立っていたが、文書の継受が実際に行われたことを後日確認するために発信官司・受信官司の双方で記録を取って後日、照合（計会）できるようにした。そのための文書が計会帳であり、その由来は隋・唐に遡る。
公式令によれば、計会帳は当時の年度単位（前年8月1日～当年7月30日）で編製され、次の3つの種類があったことが知られている。1つは太政官が諸官司や諸国との間の文書の授受を記録した目録、次に中央官司が授受した公文書の目録、最後に地方官司が授受した公文書の目録である。最初の2つは現存する計会帳がないため不明な点が多いが、太政官作成のものは後日の勘会の場における基本資料とされた。これに対して、最後のものに関しては出雲国・伊勢国など一部の国の計会帳が現存していること、正税帳と並んで律令制下における地方行政の実態を移した史料として比較的研究が行われている。
地方官司は中央政府に政務を報告するために大計帳・正税帳・調帳・朝集帳という4種の帳簿（「四度公文」）を年1回作成・提出する義務があり、更にこれらを補完するための付属帳簿（枝文）も作成・提出する必要があった。地方官司が作成した計会帳は、朝集帳の枝文としての位置づけに置かれていた。各地の国衙が1年間に中央政府や他国との間で授受中継した詔・勅・符など全ての公文書を、授受の月日と使人の姓名とともに記帳して年度終了後に太政官に提出した。太政官では中央諸司主典と諸国朝集使の参集のもとで提出された計会帳を勘会し、太政官が持つ計会帳と諸官司から出された計会帳を照合して公文書の授受に遺漏がなかったかどうかを確認することで、行政命令などが円滑に伝達されているのかを確認した。なお、大宝令施行期には8月30日以前に都に到着することとされていた大帳使が提出して10月30日までに勘会を終わらせることになっていたが、期間内に作業を終えることが困難であったことから、養老令では11月1日以前に都に到着することとされていた朝集使による提出に変更され、勘会も12月上旬までに終わらせることとした。